# Behailu Assefa
Behailu Assefa   (Awasa, 30 de desembre de 1989) és un futbolista etíop de la dècada de 2010.
Fou internacional amb la selecció de futbol d'Etiòpia. Pel que fa a clubs, destacà a Saint George.